# Paul-Eugène Mesplès
Paul-Eugène Mesplès (1849-1924) est un artiste français, surnommé le « peintre des danseuses » : figure du Montmartre de la Belle Époque, il était aussi un graveur et un musicien accompli. Il signait parfois Un Tel.

## Biographie
Paul-Eugène Mesplès est né le 7 juillet 1849 à Paris, fils de Jean-Marie Mesplès et de Jeanne-Joséphine Malherbe, résidant au 19 rue des Nonnains-d'Hyères.
Avec la guerre franco-allemande de 1870, il est garde mobile de la Seine, puis artilleur volontaire et termine lieutenant au 145e régiment d'artilleur d'infanterie.
Au cours des années 1870, après avoir été élève libre du peintre Jean-Léon Gérôme, Mesplès dessine des caricatures destinées à des feuilles périodiques comme Le Monde illustré, légères et parfois polissonnes. Son trait est net, découpant avec précision la silhouette des personnages. Son atelier parisien se trouve au 29 rue Clauzel.

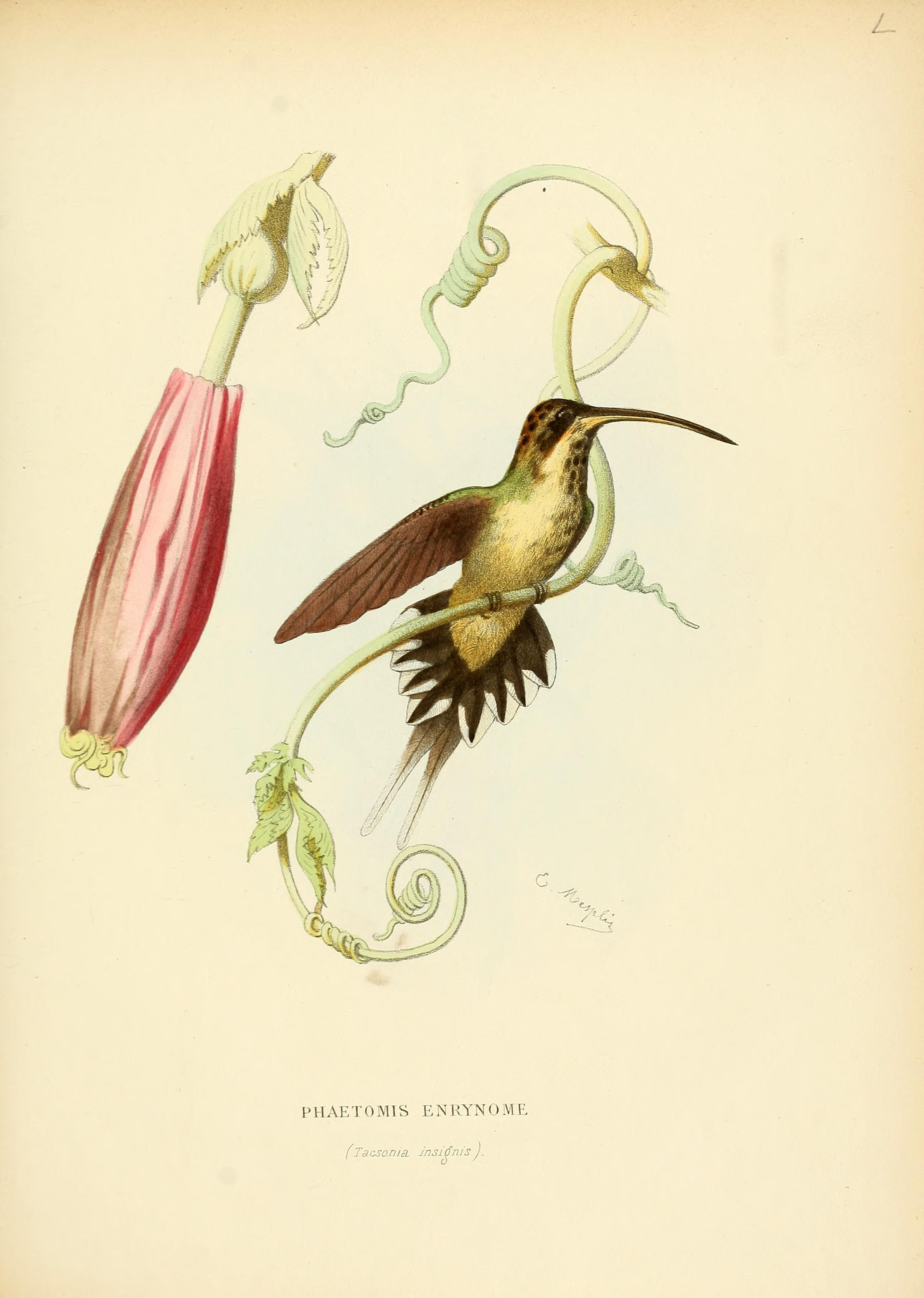
Illustration pour Histoires naturelles des oiseaux-mouches (Lyon, 1877).

Son talent d'observateur, sa précision, sont ensuite remarqués par le Muséum national d'histoire naturelle, à Paris, qui l'embauche pour illustrer les collections du fonds. L'un des ouvrages les plus remarquables de cette période est Les plantes des champs et des bois : excursions botaniques printemps, été, automne, hiver de Gaston Bonnier qui comprend 873 figures dessinées d'après nature (Paris, J.-B. Baillière et Fils, 1887). Il illustre de nombreux autres ouvrages scientifiques (botanique, zoologie, ethnographie, anatomie...), mais aussi littéraires.
Entretemps, il se prend de passion pour les danseuses d'opéra et pour les costumes de scène : au début des années 1880, il produit son premier album de Danses de Paris, suite de dessins gravés par ses soins, à l'eau-forte. Mesplès fut un graveur prolifique, il pratiquait aussi bien le burin que la lithographie. Certaines de ses gravures sont publiées conjointement avec celles de Jules-Armand Hanriot, avec lequel il partage le même tireur, Auguste Delâtre. Il fut le vice-président de la Société des artistes lithographes français.

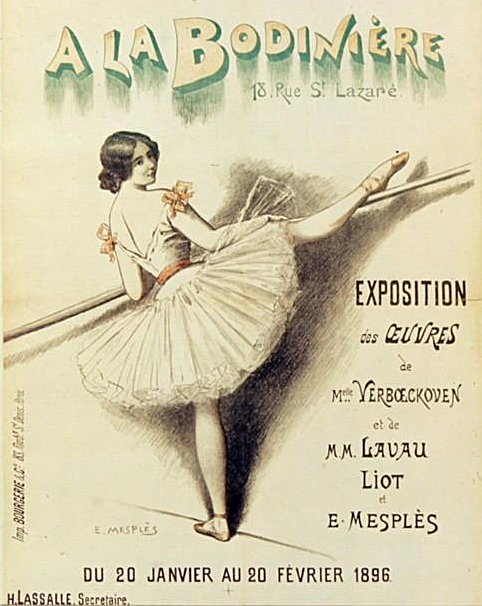
À la Bodinière, affiche lithographiée de Mesplès (1896).

Il expose à partir de 1880 au Salon puis, en 1881 au Salon des artistes français, et à partir de 1884, au Salon des indépendants.
En décembre 1886, il lance avec René Benoist Le Costume au théâtre, revue de la mise en scène, un mensuel qui comprend des planches en couleurs dessinées et gravées, et qui prend fin en décembre 1890 au bout de quarante-cinq livraisons : on y trouve aussi des illustrations signées Alfons Mucha.
De fait, Mesplès participe, avec Charles Bianchini à la conception de costumes pour diverses scènes de spectacle : ainsi, Monsieur Scapin de Jean Richepin à la Comédie-Française (1886), ou bien encore L'Année joyeuse, revue d'Armand Numès et Édouard Hermil, au théâtre Cluny (1889).
Il devient une figure du Montmartre artistique, illustrant les frasques du bal des Quat'z'Arts et fréquentant l'entourage de Jules Lévy, fondateur des Arts incohérents.
En 1896, il expose une série de compositions en couleurs autour des danseuses, dont Cléo de Mérode, à La Bodinière. La même année, en juin, il est nommé chevalier de la Légion d'honneur, sous le parrainage d'Ernest Maindron.
Vers 1900, il produit des paroles et des compositions de son cru qu'il illustre lui-même. Avec l'entrée en guerre, en août 1914, il compose divers chants patriotiques.
Il meurt le 2 septembre 1924 à Paris, au 17 quai d'Anjou, où il avait un atelier,. Quelques mois auparavant, il avait fait la une de Comœdia, s'entretenant avec Maurice Hamel, qui rappelait que du temps de l'avant-guerre il était appelé « le peintre des danseuses ».
Le musée des civilisations de l'Europe et de la Méditerranée (Marseille) conserve de lui une trentaine de chromos animaliers format cartes postales, édités par Baster & Vieillemard (fin XIXe).

## Sélections d'ouvrages illustrés

### Littérature
- Jean-Joseph Vadé, La Pipe cassée. Poème épitragipoissardihéroicomique, Paris, Th. Belin, 1882.
- Charles Aubert, Les péchés roses, eaux-fortes par Jules-Armand Hanriot et E. Mesplès, Paris : chez tous les libraires, 1884-1885.
- Guy de Maupassant, Toine, Paris, C. Marpon et E. Flammarion, 1886.
- Amélie Perronnet, Les premières amitiés, 120 illustrations, Paris, Jules Lévy, 1887.
- Alexandre Dumas, La Dame de Monsoreau, trois estampes, Paris, A. Lévy, éditeur, [S.d.].

### Partitions
Parole, composition et illustration de Mesplès sauf indication contraire :
- 1902 : Brûlants Baisers ! Valse chantée, Paris, chez E. Dupré
- 1902 :  Pourquoi l'aimer tant ! Mélodie, Paris, chez E. Dupré
- 1902 : Le Refuge !, paroles de ***, Paris, chez E. Dupré
- 1910 : Le Chant de l'aviateur
- 1914 : Chère France !
- 1914 : Feu ! Feu ! Partout !
- 1921 : Victoire !, musique de Casimir Renard, chant patriotique